# Gillertjärnen, Hälsingland
Gillertjärnen är en sjö i Ljusdals kommun i Hälsingland och ingår i Ljusnans huvudavrinningsområde.